# 沖野ヨーコ (漫画家)
沖野 ヨーコ（おきの ヨーコ）は、日本の漫画家。岐阜県高山市出身。日本大学芸術学部卒。代表作の『救急ハート治療室』はテレビドラマ化されている。青山剛昌の漫画作品『名探偵コナン』の登場人物の沖野ヨーコは、彼女の名前から取ったものである。

## 作品リスト
- こころのオフィスクリニック（Kiss、全2巻）
- 救急ハート治療室（Kiss、全16巻）

| スタブアイコン | サブスタブ | この項目は、まだ閲覧者の調べものの参照としては役立たない、漫画家・漫画原作者に関連した書きかけの項目です。この項目を加筆・訂正などしてくださる協力者を求めています（P:漫画/PJ:漫画家）。 |